# Sanne van Paassen

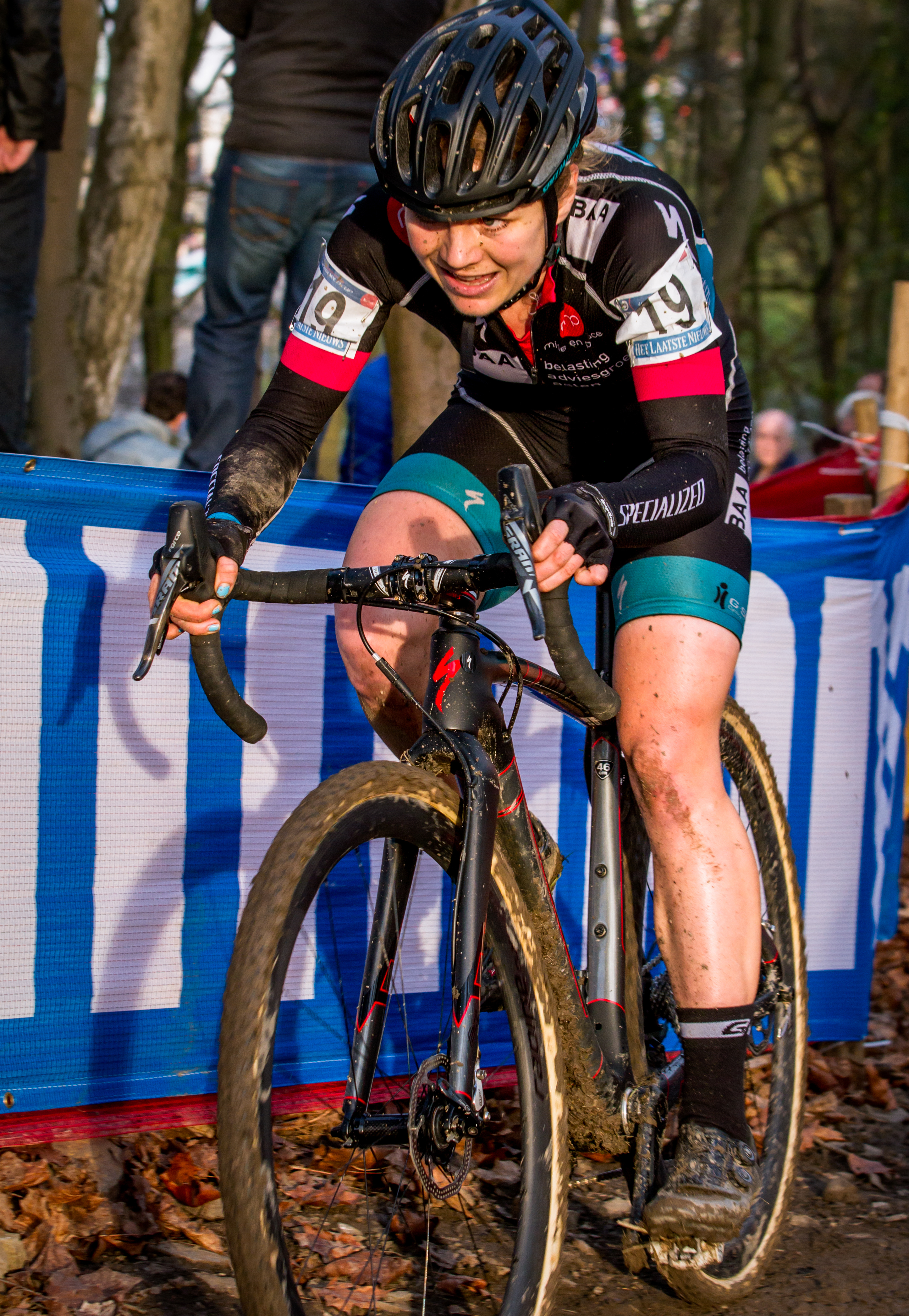
Sanne van Paassen à Namur en 2015.

Sanne van Paassen, née le 27 octobre 1988 à Wageningue, est une coureuse cycliste néerlandaise, spécialiste du cyclo-cross. Elle a notamment remporté la Coupe du monde de cyclo-cross 2010-2011.

## Palmarès en cyclo-cross
- 2008-2009
  - Gieten
  - Heerlen
  - 4e du championnat du monde
- 2009-2010
  - 3e du championnat des Pays-Bas
  - 9e du championnat du monde
- 2010-2011
  - Vainqueur de la Coupe du monde
    - Coupe du monde #2, Plzeň

  - Trophée GvA #1 - Cyclo-cross de la Citadelle, Namur
  - Gavere - Asper
  - Neerpelt
  -  Médaillée d'argent du championnat d'Europe
  - 3e du championnat des Pays-Bas
  - 6e du championnat du monde
- 2011-2012
  - Trophée GvA #1 - Koppenbergcross, Audenarde
  - Superprestige #2, Zonhoven
  - Superprestige #4, Gavere
  - Vlaamse Industrieprijs Bosduin
  - GP Neerpelt Wisseltrofee Eric Vanderaerden, Neerpelt
  - 4e du championnat du monde de cyclo-cross
  - 7e de la Coupe du monde
- 2012-2013
  - Coupe du monde #1, Tábor
  - Superprestige #3, Hamme-Zogge
  - Cross After Dark Series #1 - CrossVegas, Las Vegas
  - Kiremko Nacht van Woerden, Woerden
  - Boels Classic Internationale Cyclo-cross Heerlen, Heerlen
  -  Médaillée d'argent du championnat d'Europe
  - 2e de la Coupe du monde
  - 2e du championnat des Pays-Bas
  - 5e du championnat du monde de cyclo-cross

## Palmarès sur route
- 2008
  - 2e étape du Tour de l'Aude (contre-la-montre par équipes)
- 2013
  - 3e du Grand Prix international de Dottignies

## Palmarès en VTT

### Championnats d'Europe
- Zoetermeer 2009 
  -  Médaillé de bronze du relais mixte

### Championnats des Pays-Bas
- 2011
  - 2e du cross-country